# Beni Ilmane
Beni Ilmane là một đô thị thuộc tỉnh Msila, Algérie. Dân số thời điểm năm 2002 là 7.478 người.